# Thames Barrier

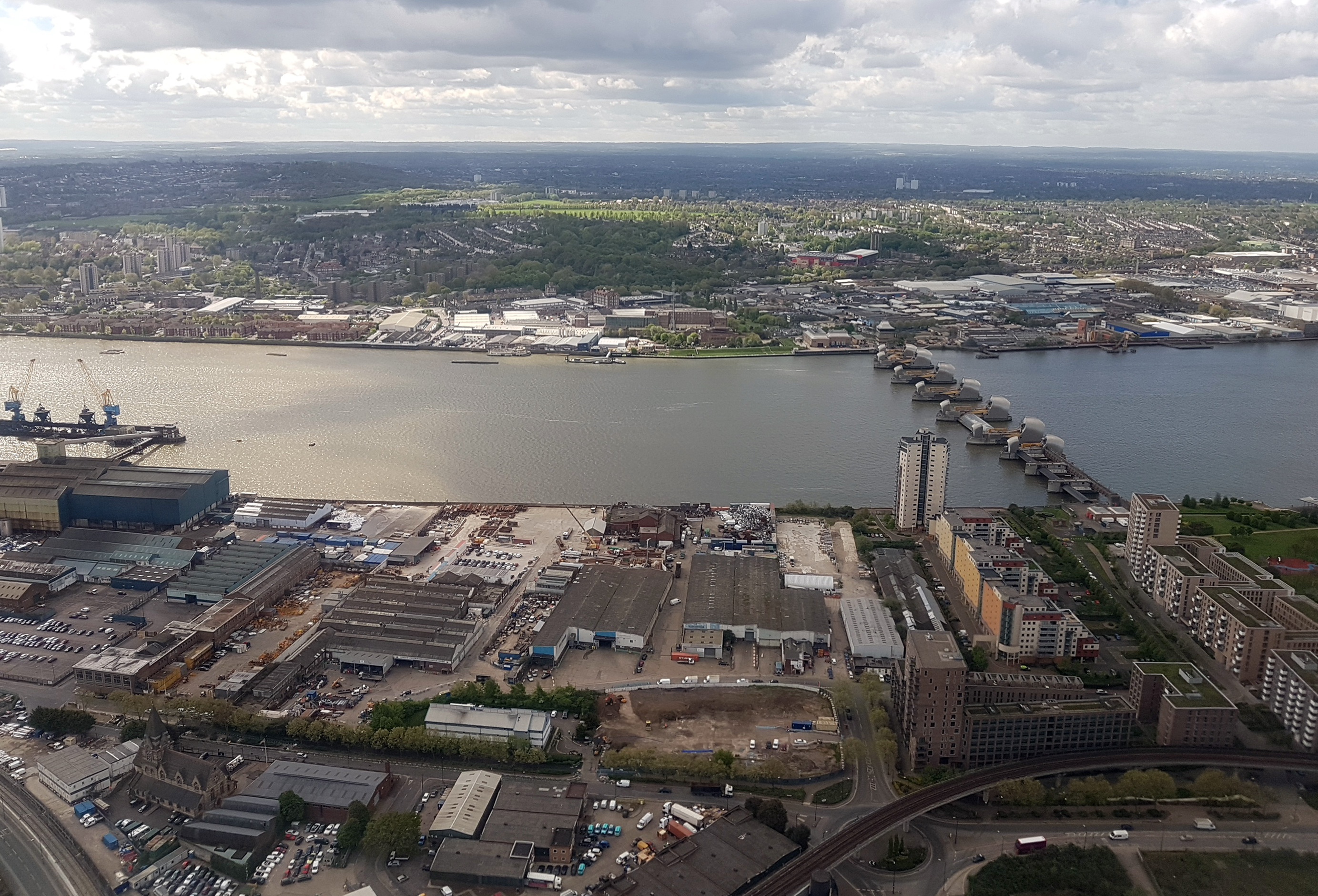
Luftaufnahme der Thames Barrier 2018

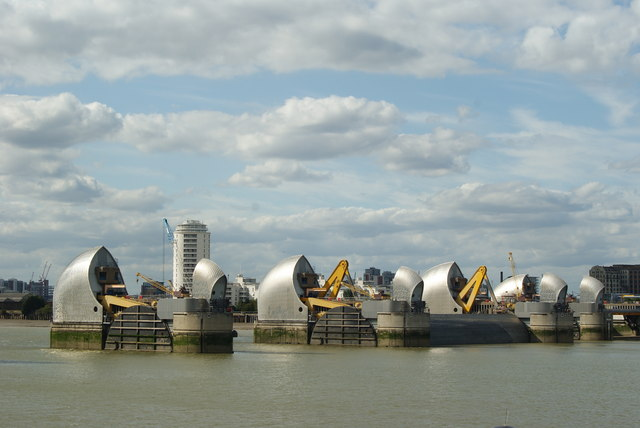
Tore der Thames Barrier, vorne in Normalstellung, geöffnet

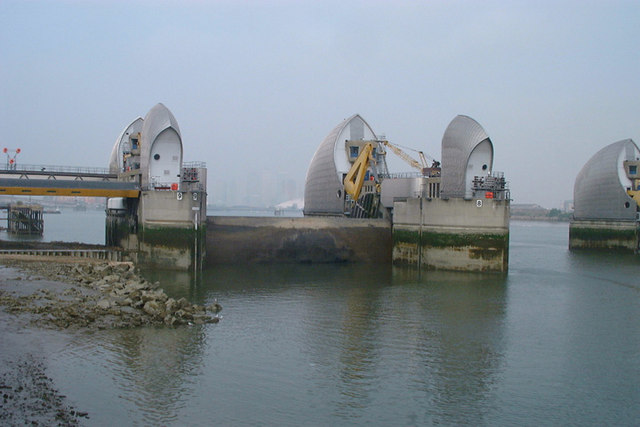
Ein Tor der Thames Barrier bei Niedrigwasser in Sperrstellung

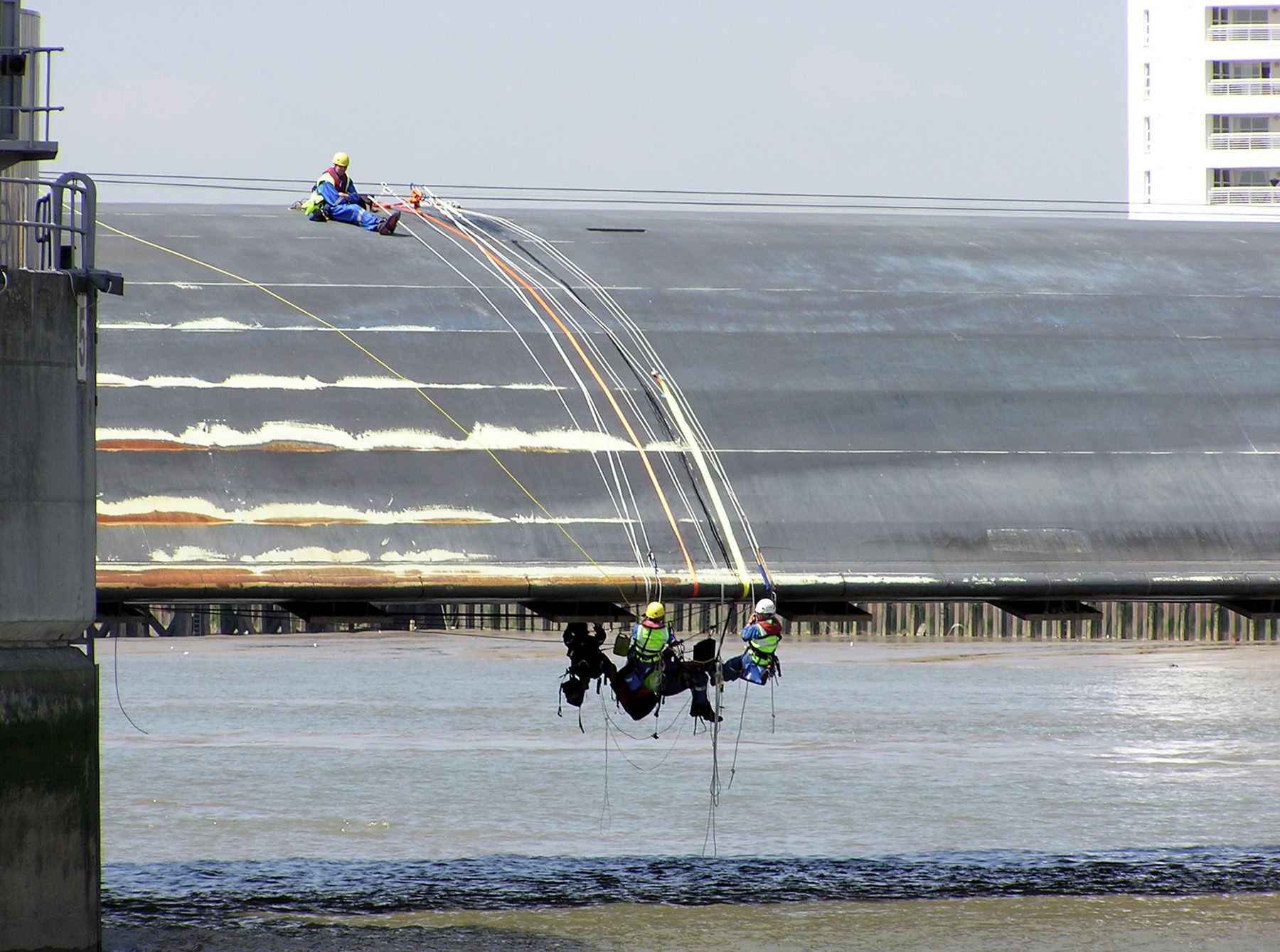
Eine Sperre in Reparaturstellung

Die Thames Barrier gehört zu den weltweit größten Sturmflutsperrwerken. Sie befindet sich auf der Themse beim Londoner Stadtteil Woolwich. Ihre Hauptaufgabe ist es, London vor außergewöhnlich hohen Fluten der Nordsee zu schützen, insbesondere vor Sturmfluten.

## Technische Daten
Die Thames Barrier hat eine Gesamtlänge von 520 Metern und besteht aus zehn schwenkbaren Toren. Um den Schiffsverkehr nicht zu behindern, sind sie im offenen Zustand auf den Boden der Themse abgesenkt. Schiffe mit bis zu 16 Metern Tiefgang können dann problemlos das Sperrwerk passieren. Die vier mittleren Tore, durch die der Schiffsverkehr läuft, sind je 60 Meter breit, 10,5 Meter hoch und wiegen je 1500 Tonnen. Droht eine Sturmflut, können die Tore innerhalb von 15 Minuten geschlossen werden. Auch dies macht die Thames Barrier einzigartig, da die meisten vergleichbaren Sperrwerke mehrere Stunden zum Schließen der Tore benötigen.
Die Tore werden einmal monatlich im Rahmen der Wartungsarbeiten testweise geschlossen.

## Geschichte

### Gegenwärtiges Sperrwerk
Die Planungen für die Thames Barrier begannen nach der Hollandsturmflut im Jahre 1953, bei der allein in Großbritannien 307 Menschen ums Leben kamen. 
1974 begann der Bau des Sperrwerks. Die Baukosten betrugen 534 Millionen Pfund. 1982 wurden in einem Probelauf zum ersten Mal alle Tore geschlossen. Königin Elisabeth II. weihte die Thames Barrier am 8. Mai 1984 ein. Von 1982 bis zum März 2023 kam die Sperre 207 mal zum Einsatz.

### Pläne für weiteres Sperrwerk
Anfang 2005 wurden Pläne bekannt, die Thames Barrier ab 2030 durch ein neues Sperrwerk zu ersetzen, das auf einer Länge von etwa 16 Kilometer zwischen Sheerness und Southend-on-Sea direkt in die Mündung gebaut werden soll. Ein Grund hierfür ist die Sorge, die Thames Barrier könnte zukünftigen schweren Sturmfluten nicht standhalten. Wichtiger jedoch ist, dass durch das neue Sperrwerk dann auch die östlichen Vororte Londons und die Medway Towns geschützt wären.

### Thames Barrier Park

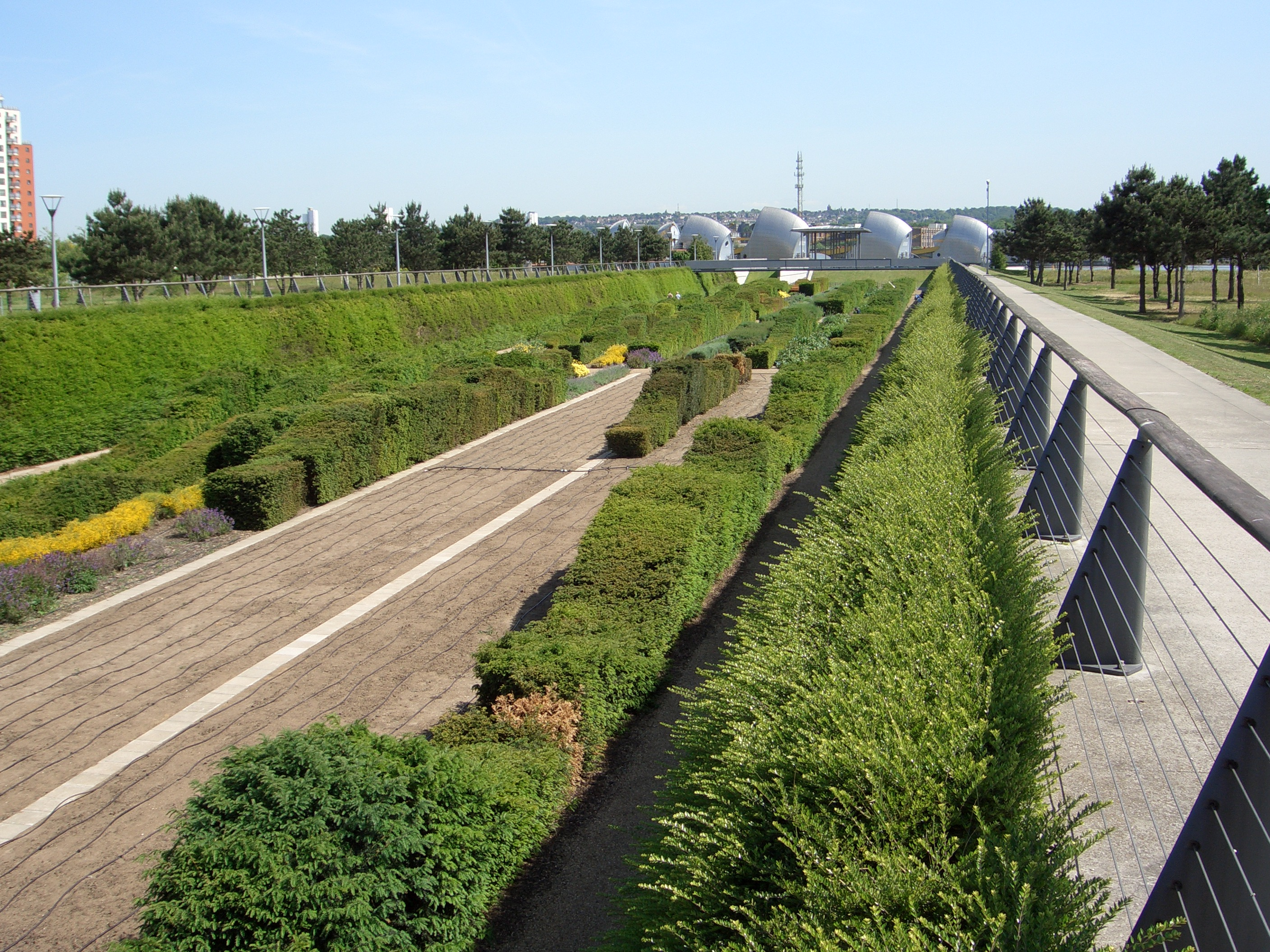
Formschnittgehölze im Thames Barrier Park

2000 wurde der von Alain Provost entworfene Thames Barrier Park in Silvertown eröffnet. Er liegt auf den versiegelten giftigen Resten einer Färberei und wird als einer der aufsehenerregendsten englischen Parks der letzten Jahre beurteilt. Der Park war 1995 durch die London Docklands Development Corporation in Auftrag gegeben worden und wird seit 1998 von der London Development Agency verwaltet. 